# Maximiliaan I Jozef van Beieren

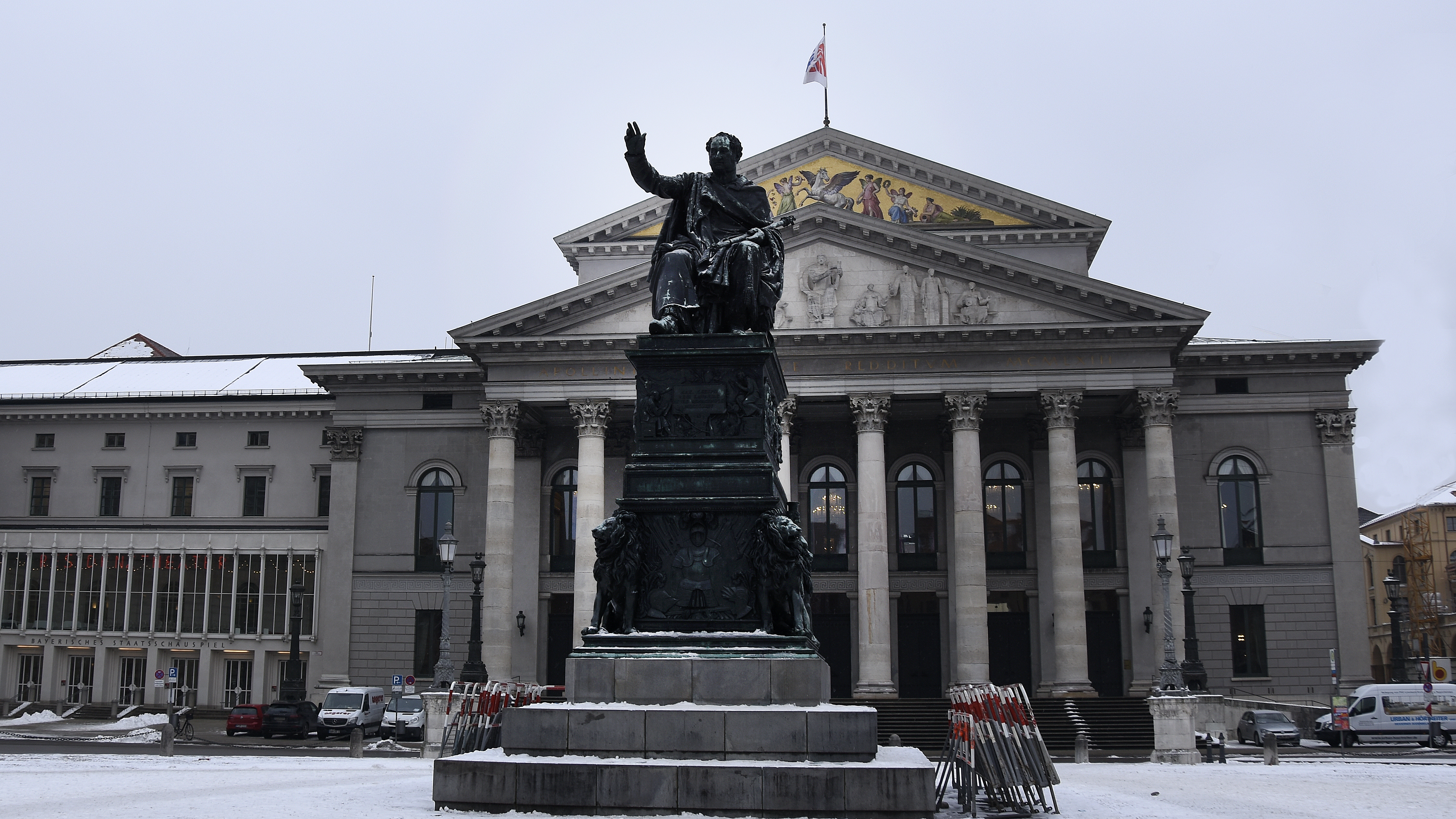
Standbeeld van Maximiliaan op de Max-Joseph Platz te München

Maximiliaan Maria Michael Johan Baptist Frans de Paula Jozef Caspar Ignatius Nepomuk (Schwetzingen, 27 mei 1756 — Slot Nymphenburg, 13 oktober 1825) was van 1795 tot 1803 hertog van Palts-Zweibrücken, van 1799 tot 1806 als Maximiliaan IV Jozef keurvorst van Beieren en daarna als Maximiliaan I Jozef koning van Beieren tot zijn dood.

## Leven
Max Jozef stamde, als zoon van Frederik Michael van Palts-Birkenfeld, uit een zijtak van het Huis Wittelsbach, en was oorspronkelijk, als jongere zoon, geen troonopvolger. Zijn moeder was Maria Francisca van Palts-Sulzbach. Hij groeide op in Frankrijk, waar hij - als kolonel, later als generaal-majoor - in het leger diende. Bij het uitbreken van de Franse Revolutie (1789) ruilde Maximiliaan zijn dienst in het Franse leger voor een functie in de strijdmacht van Oostenrijk en nam deel in de eerste campagnes tegen het revolutionaire Frankrijk.
In 1795 werd hij opvolger van zijn broer Karel II August die al even onverwacht hertog van Palts-Zweibrücken was geworden. Na de dood van Karel Theodoor uit de dan uitgestorven Sulzbach-lijn werd hij ook keurvorst van Beieren. Zijn opportunistische politiek tegenover Napoleon leverde hem gebiedsuitbreiding op en bezorgde hem bij zijn toetreden tot de Rijnbond de koningstitel. Het binnenlands bestuur liet hij reeds sinds 1799 over aan zijn eveneens Fransgezinde minister Maximilian von Montgelas.
Na de rampzalige veldtocht van Napoleon in Rusland, schaarde Max Jozef zich in 1813 aan de zijde van Oostenrijk en trad in 1815 toe tot de Duitse Bond. Door die alliantie met de vijanden van de Franse keizer kon hij op de conferentie van Wenen zijn koningstitel behouden. In 1818 voerde hij een grondwet in. Hij werd na zijn dood in 1825 opgevolgd door zijn zoon Lodewijk I.

## Standbeeld in München
Het standbeeld van Maximiliaan op de Max-Joseph Platz staat voor de Königsbau van de Residentie van München. Het was een initiatief van Christian Daniel Rauch om de eerste koning van Beieren te gedenken en gemaakt door Johann Baptist Stiglmaier. Het werd pas in 1835 onthuld, tien jaar na zijn dood, omdat de koning weigerde zittend afgebeeld te worden.

## Huwelijken en kinderen
Max Jozef trad in 1785 in het huwelijk met Augusta Wilhelmina van Hessen-Darmstadt (1765-1796), een dochter van George Wilhelm van Hessen-Darmstadt. Uit dit huwelijk werden de volgende kinderen geboren:
- Karel Lodewijk August (1786–1868), koning van Beieren vanaf de dood van zijn vader. Gehuwd met Theresia van Saksen-Hildburghausen
- Augusta Amalia Ludovika (21 juni 1788 - 13 mei 1851), gehuwd met Eugène de Beauharnais
- Amalia Marie Augusta (oktober 1790 - 24 januari 1794)
- Caroline Charlotte Augusta (8 februari 1792 - 9 februari 1873), gehuwd met Willem I van Württemberg, later met Frans I van Oostenrijk
- Karel Theodoor Maximiliaan August (7 juli 1795 - 16 augustus 1875), gehuwd met Marie-Anne-Sophie Petin en later met Henriette Schoeller v. Frankenburg.

In 1797 hertrouwde hij met Caroline van Baden (13 juli 1776 - 13 november 1841). Uit dit huwelijk werden geboren:
- Doodgeboren zoon (5 september 1799)
- Maximiliaan Jozef Karel Frederik (28 oktober 1800 - 12 februari 1803)
- Elisabeth ("Elise") Ludovika (13 november 1801 - 14 december 1873), gehuwd met Frederik Willem IV van Pruisen
- Amalia Augusta (13 november 1801 - 8 november 1877), gehuwd met Johan van Saksen
- Sophie Friederike Dorothea Wilhelmine (1805-1872), gehuwd met Frans Karel van Oostenrijk en moeder van de keizers Frans Jozef I van Oostenrijk en Maximiliaan van Mexico
- Maria Anna Leopoldine Elisabeth Wilhelmina (27 januari 1805 - 13 september 1877), gehuwd met Frederik August II van Saksen
- Marie Ludovika Wilhelmina (1808-1892), moeder van keizerin Elisabeth
- Maximiliana Josepha Caroline (21 juli 1810 - 4 februari 1821).

## Voorouders
| Voorouders van Maximiliaan I Jozef van Beieren (1756-1825) | Voorouders van Maximiliaan I Jozef van Beieren (1756-1825)                                                 | Voorouders van Maximiliaan I Jozef van Beieren (1756-1825)                                                 | Voorouders van Maximiliaan I Jozef van Beieren (1756-1825)                                                    | Voorouders van Maximiliaan I Jozef van Beieren (1756-1825)                                                    | Voorouders van Maximiliaan I Jozef van Beieren (1756-1825)                                                  | Voorouders van Maximiliaan I Jozef van Beieren (1756-1825)                                                  | Voorouders van Maximiliaan I Jozef van Beieren (1756-1825)                                         | Voorouders van Maximiliaan I Jozef van Beieren (1756-1825)                                         |
| ---------------------------------------------------------- | --- | --- | --- | --- | --- | --- | -------------------------------------------------------------------------------------------------- | -------------------------------------------------------------------------------------------------- |
| Overgrootouders                                            | Christiaan II van Palts-Birkenfeld-Bischweiler (1637-1717) ∞ Catharina Agatha van Rappoltstein (1648-1683) | Christiaan II van Palts-Birkenfeld-Bischweiler (1637-1717) ∞ Catharina Agatha van Rappoltstein (1648-1683) | Lodewijk Crato van Nassau-Saarbrücken (1663-1713) ∞ Philippine Henriëtte van Hohenlohe-Langenburg (1679-1751) | Lodewijk Crato van Nassau-Saarbrücken (1663-1713) ∞ Philippine Henriëtte van Hohenlohe-Langenburg (1679-1751) | Theodoor Eustachius van Palts-Sulzbach (1659-1732) ∞ Eleonore Maria Amalia van Hessen-Rheinfels (1675-1720) | Theodoor Eustachius van Palts-Sulzbach (1659-1732) ∞ Eleonore Maria Amalia van Hessen-Rheinfels (1675-1720) | Karel III Filips van de Palts (1661-1742) ∞ Louise Charlotte Radziwill (1667-1695)                 | Karel III Filips van de Palts (1661-1742) ∞ Louise Charlotte Radziwill (1667-1695)                 |
| Grootouders                                                | Christiaan III van Palts-Zweibrücken (1674-1735) ∞ Carolina van Nassau-Saarbrücken (1704-1774)             | Christiaan III van Palts-Zweibrücken (1674-1735) ∞ Carolina van Nassau-Saarbrücken (1704-1774)             | Christiaan III van Palts-Zweibrücken (1674-1735) ∞ Carolina van Nassau-Saarbrücken (1704-1774)                | Christiaan III van Palts-Zweibrücken (1674-1735) ∞ Carolina van Nassau-Saarbrücken (1704-1774)                | Jozef Karel van Palts-Sulzbach (1694-1729) ∞ Elisabeth van Palts-Neuburg (1693-1728)                        | Jozef Karel van Palts-Sulzbach (1694-1729) ∞ Elisabeth van Palts-Neuburg (1693-1728)                        | Jozef Karel van Palts-Sulzbach (1694-1729) ∞ Elisabeth van Palts-Neuburg (1693-1728)               | Jozef Karel van Palts-Sulzbach (1694-1729) ∞ Elisabeth van Palts-Neuburg (1693-1728)               |
| Ouders                                                     | Frederik Michael van Palts-Birkenfeld (1724-1767) ∞ Maria Francisca van Palts-Sulzbach (1724-1794)         | Frederik Michael van Palts-Birkenfeld (1724-1767) ∞ Maria Francisca van Palts-Sulzbach (1724-1794)         | Frederik Michael van Palts-Birkenfeld (1724-1767) ∞ Maria Francisca van Palts-Sulzbach (1724-1794)            | Frederik Michael van Palts-Birkenfeld (1724-1767) ∞ Maria Francisca van Palts-Sulzbach (1724-1794)            | Frederik Michael van Palts-Birkenfeld (1724-1767) ∞ Maria Francisca van Palts-Sulzbach (1724-1794)          | Frederik Michael van Palts-Birkenfeld (1724-1767) ∞ Maria Francisca van Palts-Sulzbach (1724-1794)          | Frederik Michael van Palts-Birkenfeld (1724-1767) ∞ Maria Francisca van Palts-Sulzbach (1724-1794) | Frederik Michael van Palts-Birkenfeld (1724-1767) ∞ Maria Francisca van Palts-Sulzbach (1724-1794) |

- Bibliothèque nationale de France: cb107020345 (data)
- Gemeinsame Normdatei: 118579428
- International Standard Name Identifier: 0000 0001 1946 2350
- Library of Congress Control Number: n98020488
- MusicBrainz: ccefae94-5b56-4a0e-9d14-018a7a7a558e
- Nationale Bibliotheek van Tsjechië: ntk20201071230
- Nationale Bibliotheek van Israël: 987007265141605171
- Nederlandse Thesaurus van Auteursnamen: 070538409
- RKD-Nederlands Instituut voor Kunstgeschiedenis: 488136
- Istituto Centrale per il Catalogo Unico: MUSV042956
- Système universitaire de documentation: 163256497
- Museum of New Zealand Te Papa Tongarewa: 67979
- Virtual International Authority File: 5723155
- WorldCat: E39PBJvd8HTcWwPRvwBFY789jC